# ソビエト連邦構成共和国

ソビエト連邦構成共和国の地図（1956年-1991年）
1.ロシア、2.ウクライナ、3.白ロシア（ベラルーシ）、4.ウズベク、5.カザフ、6.グルジア(ジョージア)、7.アゼルバイジャン、8.リトアニア、9.モルダビア、10.ラトビア、11.キルギス、12.タジク、13.アルメニア、14.トルクメン、15.エストニア

ソビエト連邦構成共和国（ソビエトれんぽうこうせいきょうわこく）は、ソビエト連邦（以下ソ連と略す）との間に条約を調印してソ連を構成する共和国となった諸国家である。構成共和国は民族に基づいた行政区画であり、ソ連政府に直接属していた。
歴史の大部分において、ソ連は名目上連邦構造だったが、共産党によって指導された高度に中央集権的な国家だった。ヘルシンキ宣言の一環として、ミハイル・ゴルバチョフが行ったペレストロイカ及びグラスノスチの時代における地方分権改革は、いわゆる「冷戦」の結果として1991年にソ連が解体し、独立国家共同体が誕生した要因のひとつとして挙げられている。
ソ連には2つの非常に異なる体制の共和国があった。1つは大規模な構成共和国であり、連邦の主要な民族を代表し連邦から分離独立する憲法上の権利を有した。もう一つは小規模な自治共和国であり、構成共和国の一部に位置し少数民族を代表する。自治共和国は通常、ナヒチェヴァン自治ソビエト社会主義共和国のような少数の例を除き、統治に関して、その属する構成共和国に従属した。
冬戦争の遺物であるカレロ＝フィン・ソビエト社会主義共和国は、1956年にその地位を剥奪された唯一の連邦共和国となった。カレロをロシア・ソビエト社会主義共和国内の自治共和国に格下げする決定は、住民に相談することなく中央政府が一方的に行った。共和国の地位を格下げする公式の根拠は、その国民的構成の変化（住民の約80％がロシア人、ベラルーシ人、ウクライナ人）と、1955年の維持費が1,960万ルーブル（およそ3,509万円）に達した国家機構を縮小する必要性であった。

## 概要

### 構成
崩壊以前の10年では、ソ連は公式に15のソビエト社会主義共和国（SSR）から構成された。ロシア・ソビエト連邦社会主義共和国（RSFSR）を例外として、全ての共和国がソ連共産党の支部として各国独自の共産党を持っていた。
当記事では構成共和国の民族名の後に付加される「ソビエト社会主義共和国」について「(民族名)SSR」(ロシアソビエト連邦社会主義共和国の場合は、「ロシアSFSR」)と略す。

### 憲法上の位置づけ
1977年ソビエト憲法第76条によれば、各々自治があるソビエト社会主義国家が結合しソビエト社会主義共和国連邦を結成していると明記される。第81条では"連邦共和国の自治権はソ連によって保護される"と規定している。

### 国際法上の扱い
1944年、改正1936年ソビエト憲法によってそれぞれのソビエト共和国のために赤軍を分割して支部が設立された。これらはまた外交と防衛のために国レベルの兵站を構築し、国際法で法的な独立国家と認識されることになった。これによって、ウクライナSSRと白ロシア(ベラルーシ)SSRの2国はソ連としてだけでなく、1945年に国際連合総会の設立メンバーとして加わることを許された。

### 領域
ロシアSFSRの領域外では、共和国はロシア帝国が1700年の大北方戦争から英露協商までに得たほとんどの土地を含んでいた。

### 国旗・国章・国歌
全ての共和国は国旗、国章、国歌など独自の国家の象徴を持っていた。なお、ロシアSFSR（現在のロシア）だけは独自の国歌を持っていなかった（ソビエト連邦の国歌を使用）。全ての共和国はレーニン勲章を受章している。

### バルト三国の位置づけ
場合によってはバルト三国はソ連の一部と考えられていない。これらの国は1940年にモロトフ・リッベントロップ条約に基づくバルト諸国占領でソ連に違法に併合されたとしており、したがってソビエト支配下でも独立国を維持していたと主張している。彼らの視点は欧州連合、欧州人権裁判所、国際連合人権理事会、アメリカ合衆国などに支持されている。対照的にロシア連邦政府と州当局はバルト諸国併合は合法であったとしている。共和国亡命政府やラトビアとリトアニアの駐米英大使館は、ソ連への編入を認めない立場でソ連末期まで活動を続けた。バルト三国はソ連解体に先んじてソ連に独立を承認されている。

### ソ連の構造
ソビエト連邦は建国当初の1922年から1980年代半ばまで高度な中央集権であり、その後政治的な力はミハイル・ゴルバチョフによって行われた再構築によって解放され、結果として中央の支配が緩み、最終的には崩壊に至った。1936年に採用された憲法と、1977年10月に行われた憲法の近代化まで、ソビエト最高会議の党組織はソビエト人民代表によって構成されていた。これらの組織は名目上モスクワのソビエト連邦最高会議の支配の下にあり、ソビエト連邦とともに全ての行政階層で存在した。
国家の行政階層に沿って平行の構造として党組織が存在し、これは共和国の総合的な運用行使のための政治局を許可していた。国の行政機関は並行的な党機関の方針を採り、党中央機関の賛成した全党と国家機関の指名が必要であった。

### ソ連からの脱退の権利
憲法ではソ連は政府連合であり、1924年、1936年、1977年の憲法の条項にしたがってそれぞれの共和国はソ連から脱退する権利を保持したが、冷戦の間はこの権利は無意味なものであるとの見方が支配的だった。しかし、1977年憲法第72条は1991年12月にソ連の事実上の崩壊に利用され、ロシア、ウクライナ、ベラルーシはソ連から脱退した。

### 改革の試み
ゴルバチョフの政治改革のひとつに、1922年に締結されたソビエト連邦の結成に関する条約（連邦条約）に代わる新たな連邦条約（新連邦条約）の推進がある。連邦条約はソビエト連邦を創設する根拠となった条約で、いわばソ連の根幹にあたる。
1988年11月、エストニア最高会議は新連邦条約の必要性を初めて宣言した。1990年の憲法改正で党の指導性が削除されると、共和国の主導権は党中央が任命した第一書記から、自由選挙で選ばれた複数政党制による最高会議へと移った。各共和国が自立していく中で、ゴルバチョフは新連邦条約の締結を提案した。新連邦条約では共和国の権限を拡大し、より緩やかな国家連合への移行が謳われた。また新連邦条約は共和国の自発的な参加の原則を明記した。そのため新連邦条約は15共和国のうち9共和国が議論に参加し、バルト三国、アルメニア、グルジア、モルドバはこれに加わらなかった。
新連邦条約は共和国と連邦政府の「9+1」合意、国民投票を経て成立間際まで至ったが、条約調印の前日にソ連8月クーデターが発生し、事実上破棄された。クーデター後に改めて新連邦条約の案の合意がなされるも、共和国は独立を選択し連邦崩壊へと至った。

### 現況
現在、以前の共和国は全てが独立国となっており、そのうちグルジア（ジョージア）とバルト3国を除く11カ国(2014年に事実上脱退したウクライナを含めると10カ国)は、非常に緩やかな組織である独立国家共同体を組織している（永世中立国となったトルクメニスタンは準会員）。

## 連邦崩壊
1980年代の時期には連邦内に15の共和国が存在しており、これらの共和国は連邦崩壊時に大きな役目を果たした。ソ連は歴史的に高度な中央集権国家であったが、ミハイル・ゴルバチョフの手によるペレストロイカとグラスノスチは、この連邦体制の再構築を目指していた。しかし、これには共和国の権力の増加をもたらすいくつかの効果をもっていた。最初に、政治的な自由化によって共和国の政府に合法的に民主主義とナショナリズムをもたらすことを許した。加えて自由化は共産党階級をくじくこととなり、これはソ連の共和国支配を減じることとなった。さらにペレストロイカは各共和国の政府が経済資産を制御することと、中央政府からの留保基金を許した。
1980年代の終わり、ソ連政府は体制の引き締めを図ったが、既に力をつけていた各構成共和国はこれを拒否した。政府の努力もあったが、1991年、ソ連は共和国の脱退によって崩壊という結末を迎えた。ゴルバチョフ政権によるこの時代の地方分権と民主主義への改正が、結果的には連邦崩壊を導いたことになる。共和国はこのとき全ての国家が独立国となり、独立後の政府の多くではソビエト時代の共和国の首脳が引き続き政府を構成した。

## 構成国

### 15共和国
1956年から1989年までは、以下の15の共和国があった。なお、ソ連崩壊時にはバルト三国はすでにソ連を脱退しており、12カ国となっていた。
|  | ロシア・ソビエト連邦社会主義共和国       | モスクワ                                | 1922 | 147,386,000 | 51.40 | 17,075,400 | 76.62 | ロシア           | 1  |
|  | ウクライナ・ソビエト社会主義共和国       | キエフ (1934年以前はハリコフ)           | 1922 | 51,706,746  | 18.03 | 603,700    | 2.71  | ウクライナ       | 2  |
|  | 白ロシア・ソビエト社会主義共和国         | ミンスク                                | 1922 | 10,151,806  | 3.54  | 207,600    | 0.93  | ベラルーシ       | 3  |
|  | ウズベク・ソビエト社会主義共和国         | タシュケント (1930年以前はサマルカンド) | 1924 | 19,906,000  | 6.94  | 447,400    | 2.01  | ウズベキスタン   | 4  |
|  | カザフ・ソビエト社会主義共和国           | アルマ・アタ                            | 1936 | 16,711,900  | 5.83  | 2,717,300  | 12.24 | カザフスタン     | 5  |
|  | グルジア・ソビエト社会主義共和国         | トビリシ                                | 1922 | 5,400,841   | 1.88  | 69,700     | 0.31  | ジョージア       | 6  |
|  | アゼルバイジャン・ソビエト社会主義共和国 | バクー                                  | 1922 | 7,037,900   | 2.45  | 86,600     | 0.39  | アゼルバイジャン | 7  |
|  | リトアニア・ソビエト社会主義共和国       | ヴィリニュス                            | 1940 | 3,689,779   | 1.29  | 65,200     | 0.29  | リトアニア       | 8  |
|  | モルダヴィア・ソビエト社会主義共和国     | キシニョフ                              | 1940 | 4,337,600   | 1.51  | 33,843     | 0.15  | モルドバ         | 9  |
|  | ラトビア・ソビエト社会主義共和国         | リガ                                    | 1940 | 2,666,567   | 0.93  | 64,589     | 0.29  | ラトビア         | 10 |
|  | キルギス・ソビエト社会主義共和国         | フルンゼ                                | 1936 | 4,257,800   | 1.48  | 198,500    | 0.89  | キルギス         | 11 |
|  | タジク・ソビエト社会主義共和国           | ドゥシャンベ                            | 1929 | 5,112,000   | 1.78  | 143,100    | 0.64  | タジキスタン     | 12 |
|  | アルメニア・ソビエト社会主義共和国       | エレバン                                | 1922 | 3,287,700   | 1.15  | 29,800     | 0.13  | アルメニア       | 13 |
|  | トルクメン・ソビエト社会主義共和国       | アシハバード                            | 1924 | 3,522,700   | 1.23  | 488,100    | 2.19  | トルクメニスタン | 14 |
|  | エストニア・ソビエト社会主義共和国       | タリン                                  | 1940 | 1,565,662   | 0.55  | 45,226     | 0.20  | エストニア       | 15 |

### 初期にのみあった構成国
これらの構成国に加えて、それ以前に消滅した共和国に以下のようなものがある。
ザカフカース・ソビエト連邦社会主義共和国はソ連内の連邦であり、アゼルバイジャン、アルメニア、グルジアの3国からなっていた。さらに自治共和国もあり、形式上は国家が4重になっていた。
| 位置 | 国章 | 共和国                                             | 首都                                                   | 成立年 | 消滅年         | 人口                | 面積(km²)             | 後継共和国 | 現在                                                     |
| ---- | ---- | -------------------------------------------------- | ------------------------------------------------------ | ------ | -------------- | ------------------- | --------------------- | --- | -------------------------------------------------------- |
|      |      | ザカフカース社会主義連邦ソビエト共和国             | ティフリス                                             | 1922年 | 1936年         | 5,861,600 (1926)    | 186,100               | アルメニア・ソビエト社会主義共和国 アゼルバイジャン・ソビエト社会主義共和国 グルジア・ソビエト社会主義共和国                       | アルメニア共和国 ジョージア アゼルバイジャン共和国       |
|      |      | カレロ＝フィン・ソビエト社会主義共和国             | ペトロザヴォーツク                                     | 1940年 | 1956年         | 651,300 (1959)      | 172,400               | ロシア・ソビエト連邦社会主義共和国 · - カレリア自治ソビエト社会主義共和国                                                          | ロシア連邦 - カレリア共和国                              |
|      |      | アブハジア社会主義ソビエト共和国                   | スフミ                                                 | 1921年 | 1922年/ 1931年 | 535000              | 8600                  | グルジア・ソビエト社会主義共和国 - アブハズ自治ソビエト社会主義共和国                                                              | ジョージア - アブハジア自治共和国 （ アブハジア共和国）  |
|      |      | ホラズム人民ソビエト共和国                         | ヒヴァ                                                 | 1920年 | 1925年         | 800,000             | 62,200                | トルクメン・ソビエト社会主義共和国 ウズベク・ソビエト社会主義共和国                                                                | トルクメニスタン ウズベキスタン共和国                    |
|      |      | ブハラ人民ソビエト共和国                           | ブハラ                                                 | 1920年 | 1924年         | 2,000,000           | 182,193               | トルクメン・ソビエト社会主義共和国 ウズベク・ソビエト社会主義共和国 タジク・ソビエト社会主義共和国                                 | トルクメニスタン ウズベキスタン共和国 タジキスタン共和国 |
|      |      | ラトビア社会主義ソビエト共和国                     | リガ（1919年5月22日まで）/ダウガフピルス（1920年まで） | 1918年 | 1920年         | 1,727,000 (1920)    | 64,589                | ラトビア · （独立） · ラトビア・ソビエト社会主義共和国 · （第二次世界大戦後）                                                      | ラトビア                                                 |
|      |      | リトアニア・ソビエト社会主義共和国 (1918年-1919年) | ヴィリニュス                                           | 1918年 | 1919年         | 2,108,000 (1919)    |                       | リトアニア＝白ロシア・ソビエト社会主義共和国                                                                                       | ラトビア                                                 |
|      |      | リトアニア＝白ロシア・ソビエト社会主義共和国       | ヴィリニュス/ミンスク                                  | 1919年 | 1920年         | 約13,695,000 (1919) | ヴィリニュス/ミンスク | リトアニア共和国 (1918年-1940年) （独立） リトアニア・ソビエト社会主義共和国 （第二次世界大戦後） 白ロシア・ソビエト社会主義共和国 | リトアニア · ベラルーシ                                  |
|      |      | エストニア労働コムーナ                             | ナルヴァ                                               | 1918年 | 1919年         | 1,107,059 (1919)    | 45,339                | エストニア · （独立） · エストニア・ソビエト社会主義共和国 · （第二次世界大戦後）                                                  | エストニア                                               |

### その他の地域
ソ連を構成することはなかったが、ソ連政府によって以下のような共和国が建国され、ソ連に吸収されている。
| 位置 | 国章 | 共和国             | 首都   | 成立年 | 消滅年 | 人口 | 面積(km²) | 後継共和国                                                              | 現在                                     |
| ---- | ---- | ------------------ | ------ | ------ | ------ | ---- | --------- | ----------------------------------------------------------------------- | ---------------------------------------- |
|      |      | 極東共和国         | チタ   | 1920年 | 1922年 |      |           | ロシア・ソビエト連邦社会主義共和国                                      | ロシア連邦 極東連邦管区 シベリア連邦管区 |
|      |      | トゥヴァ人民共和国 | クズル | 1921年 | 1944年 |      | 170500    | ロシア・ソビエト連邦社会主義共和国 · トゥヴァ自治ソビエト社会主義共和国 | ロシア連邦 トゥヴァ共和国                |

## 自治共和国
ソビエト連邦の各国の中には共和国内に自治共和国を持つものもあった。これらの自治共和国はソ連の構成国内の自治国であるものとされていた。しかし、これらの共和国はソビエト連邦と別途条約を結んでおり、実際は連邦の直轄状態で統治されていた。